# Израда традиционалних музичких инструмената
Музика представља једну од најразвијенијих друштвених активности. Она се мења у складу са променама у друштву. Тако и музички инструменти доживљавају промене, условљене променом њихове улоге у друштву.
За традиционалну инструменталну музику може се рећи да је условљена разним, пре свега друштвеним факторима. Промене током развоја инструмената израженије су у погледу њихове употребе, него у погледу њихове конструкције. Од обредних елемената, при чему је изводио разне шумове и звукове, инструмент се временом развио у „сигнални“ уређај, који комуницира са овцама, као пастирске свирале, па све до музичког инструмента на коме се изводи музика. 

## Подела народних музичких инструмената
Израда народних музичких инструмената обухвата инструменте који се према материјалу као извору звука и начину на који се звук добија деле на: идиофоне, мембранофоне, кордофоне и аерофоне.
Идиофони (самозвучни) инструменти су код нас релативно ретки, једноставни и скоро непромењени током опстанка. То су нпр. звоно, клепало и дромбуље.
Мембранофони (опнозвучни) инструменти су такође ретки у традиционалној музици Србије. То су бубањ (тапан), даире, деф, бегеш.
Кордофони (жичани) инструменти користе жице које се окидају или се врши превлачење гудалом преко струне. Овим инструментима припадају тамбура, шаргија, гусле, виолина.
Аерофони инструменти користе ваздух при производњи звукова. Ту спадају хармоника,  као и разноврсни дувачки инструменти: свирале, окарина, дипле, гајде.

## Израда народних музичких инструмената
Израда народних музичких инструмената је занат којим су се од давнина бавили људи свих континената, користећи при томе разноврсне материјале из природе. У музичкој традицији српског народа инструменти представљају важан елемент и јављају се у безброј облика, понегде су аутохтони, а негде усвојени из других култура.
У Србији се говорило да је, да би се направила добра свирала, неопходно набавити “једну грану у јесен исечену да би се током зиме добро осушила, и један оштар нож за скидање коре”. За прављење лепка било је потребно “једно беланце, три до четири чена утуцаног белог лука и смола величине јајета са шљивиног дрвета”. Кад се грана припреми, прелије се млеком и добро осуши током зиме, затим се више пута премаже уљем и сирћетом, а онда стави у овчије печење да се натопи масноћом и тако импрегнира. Овакве дрвене свирале или фруле, широм Србије углавном су правили пастири који су, осим на сеоским скуповима, најчешће свирали за себе и своју душу. Реч фрула потиче од румунског израза “флеур”, свираљка, свиралче, а израђивали су их најчешће пастири од правих, бочних грана одређеног пречника, никад од стабла или пањева.
Претече свирала, прављене су још у камено доба и то од шупљих костију, најчешће птичијих. Свирала „цевара“ (шупља цев) направљена је од орлове кости (крило) са шест рупица на горњој страни.
Средњевековни ликовни извори, најчешће на споменицима и фрескама манастира, као и писани извори сведоче о заступљености свирала у свакодневном народном животу ових простора.
Свирале су у основи пастирски инструмент, који су најчешће израђивали сами пастири, уз које су прекраћивали време уз стадо, изводећи разне импровизације. Често су украшаване резбарењем, паљењем усијаном жицом, или испреплетане кором, опутом или жицом. Данас се свирале праве и од метала, пластичних маса, егзотичних врста дрвета.
Иако је у наше крајеве стигла тек у 19. веку, труба се сматра традиционалним инструментом. За појаву трубе на овим просторима, заслужни су војници, некадашњи војни трубачи. Војничка труба из Првог светског рата, слично гуслама које су израђене од војничког шлема из Првог светског рата, а израдио их је војник инвалид за време лечења у француском болничком кампу у Бизерти, у Тунису, је на срећан начин дошла у збирке Етнографског музеја у Београду. Војничку трубу је Музеј набавио од нишког адвоката и колекционара Зорана Стошића који је трубу откупио од војног трубача из Првог рата, непосредно после рата. Након Друго светског рата, овај инструмент добија на све већој популарности у овим крајевима. 
Гусле су најпоштованији и најпопуларнији народни инструмент српске традиције и оне не служе да би се на њима свирало, нити се на њима свира да би се играло, већ је најважнији еп који гуслар казује. Као и пастири свирале, и гусле најчешће израђују сами гуслари и то од једног комада дрвета, обично сувог, сабијеног јавора или ораха, а ређе од храста и других врста дрвета, али и од тикава.
За израду добрих гусала, према уобичајеноми рецепту, потребна је грана јавора који је растао на сунчаној страни. Струне гусала се састоје од 60 коњских длака из репа или гриве, најчешће белог коња, по могућству пастува, а гудало је од тврђег дрвета са струнама од око четрдесетак коњских длака.
Тамбурица (тамбура) је жичани инструмент, познат још за време старих култура Месопотамије и Египта. Израђује од дрвета, а одређене врсте четинара дају јој изузетно добра акустична својства. Најбољи инструменти се израђују ручно. У Србији је највећу славу стекла у Војводини, чији су тамбурашки оркестри постали надалеко познати.